# Intoneren (orgel)

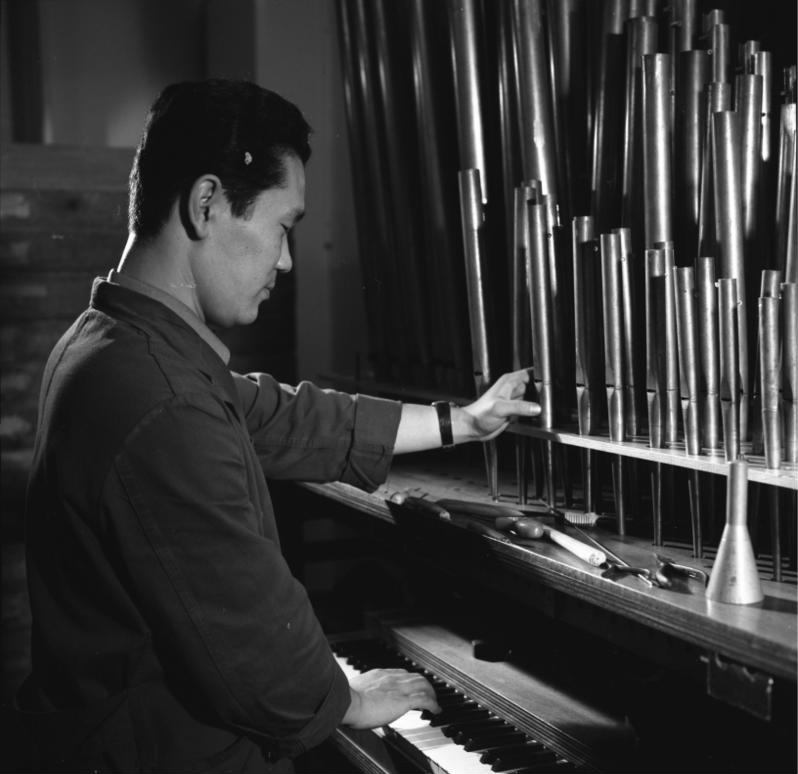
Intoneren van een orgel in de werkplaats van Johannes Klais in Bonn

Het intoneren van een orgel is het bewerken en afregelen door een intonateur (ook wel intoneur genoemd) van de pijpen van een pijporgel. De intonateur bepaalt de totaalklank en de stijl van het orgel door de pijpen te bewerken tot de gewenste klank is bereikt. De verschillende registers van het orgel worden pijp voor pijp geïntoneerd, waarbij de intonateur er tevens voor zorgt dat de verschillende registers samen een mooie totaalklank vormen.  
Twee factoren kunnen bij een intonatie worden beïnvloed: enerzijds de klanksterkte en anderzijds de klankkleur. Zo kan men boventoonrijk of eerder grondtonig intoneren.
Bij het ontwerp van een nieuw pijporgel is een goede constructie en keuze van de mensuren (verhouding tussen wijdte en lengte) van de pijpen van grote betekenis voor de orgelklank. Daarnaast bepaalt de winddruk van het orgel de klankkleur alsook de aanspraak van de pijpen. Via kleine en verfijnde bewerkingen en afregelingen aan het materiaal waarvan de orgelpijpen zijn gemaakt wordt een gewenst klankkarakter verkregen.

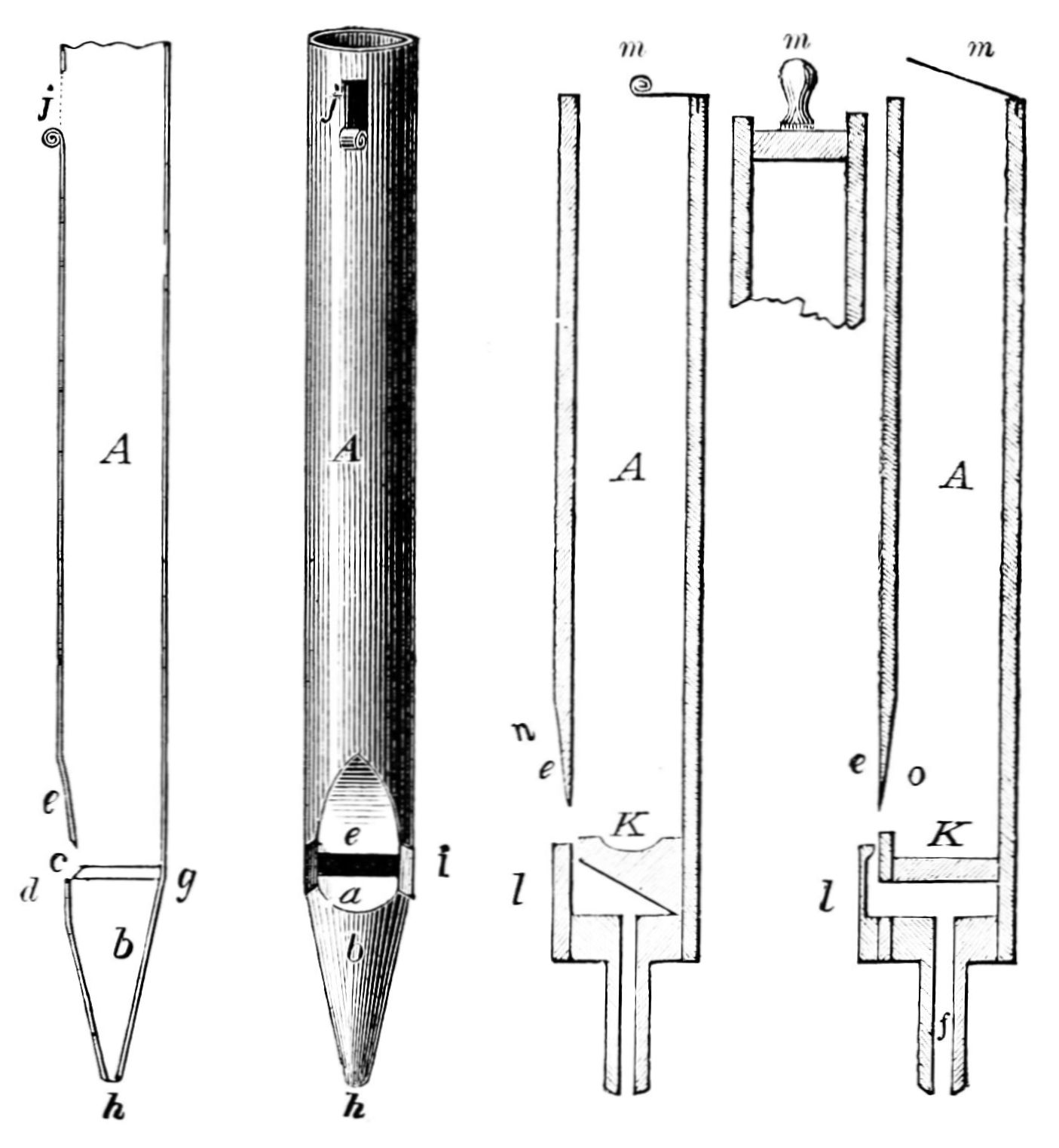
Labiaalpijpen van metaal (links/) en hout (/rechts), met b/f = pijpvoet, c = opsnede, d = onderlabium, l = voorslag, e/e= bovenlabium, g/K = kern, i = baard

In de werkplaats van de orgelbouwer vindt de voorintonatie plaats, waarbij het klankkarakter in grote lijnen wordt aangebracht. De definitieve intonatie vindt plaats in het gebouw waar het orgel zijn vaste plek heeft. Hierbij houdt de intonateur bij het intoneren ook rekening met de akoestiek van het gebouw, hoe de klank zich in deze akoestiek ontwikkelt en of de verschillende registers voldoende met elkaar in klank versmelten.
Bij labiaalpijpen regelt de intonateur de wijze waarop de wind vanuit de pijpvoet via de kernspleet tegen het labium blaast met kleine bewerkingen aan het onder- en bovenlabium, door de hoogte van de opsnede (afstand tussen onder- en bovenlabium) en/of de wijdte van de kernspleet aan te passen, en eventueel kernsteken te plaatsen in de kern. Ook kan hij de windtoevoer vermeerderen of verminderen aan de voetopening van de pijp. Bij sommige pijpen met baarden worden de baarden in de juiste positie gebogen om de klankuitstraling aan te passen. Bij tongpijpen regelt de intonateur de klank aan tong en schalbeker.
Bij restauraties van orgels is het uitgangspunt dat de ingrepen die de intonateur verricht aan historisch pijpwerk ongedaan gemaakt moeten kunnen worden zonder de oorspronkelijke, soms honderden jaren oude pijp, aan te tasten. De reden hiervoor is dat men bij een restauratie tracht het oorspronkelijke klankbeeld van het instrument zoveel mogelijk te herstellen, maar zich er van bewust is dat de opvattingen hierover tijdgebonden zijn.